# 张敖
张敖（前3世纪？—前182年），汉朝初年的駙馬、异姓王，趙王张耳之子，娶鲁元公主，後繼位為趙王，消滅異姓王風潮中，劉邦以张敖的國相貫高謀反，降张敖为宣平侯。

## 生平
汉王五年（前202年），张耳逝世，张敖即赵王位。他的王后，是刘邦與吕后的女儿鲁元公主。两人成婚的时间已不可考。高祖八年（前199年），刘邦从东垣路过赵国，张敖将自己的婢妾赵姬进献给刘邦侍寢，生下了兒子刘长。
前200年，刘邦从平城经过赵国，張敖非常謙卑地接待，劉邦卻粗暴無禮，貫高與同僚趙午等人非常憤怒，想要刺殺劉邦，張敖咬破手指發誓，不同意羣臣之說，張敖罵道：「你各位怎麼說出這樣的錯話！況且先父亡了國（張耳為為常山王時，仇家陳餘勾結田榮等，發兵滅其國，張耳逃奔劉邦），是依賴陛下才能夠復國，恩德澤及子孫，所有一絲一毫都是陛下出的力啊，希望你各位不要再開口。」但貫高等人依然打算刺殺劉邦。後貫高的仇家舉發此事，劉邦認為趙王張敖是謀反的主謀，趙午等人都要自殺，但貫高命他們不准死，說一定要昭雪趙王之冤。劉邦下令，只要隨著張敖進京的大臣一律滅族，不讓其他大臣幫忙求情。所以他們偽裝成鉗奴（用鐵圈束著頸子的家奴）隨著張敖進京，劉邦捉拿貫高，加以刑求、鞭刑、刀刺，貫高體無完膚，幾乎喪命，並被判處滅族之刑，卻始終堅持張敖清白，劉邦最後受到貫高的俠義感動，赦免了貫高，但是貫高卻說自己本來就想死，只是要救出趙王，如今自己的责任已盡，最后自杀。趙王张敖雖未處死，但依然必須負擔監督國臣不週的罪責，不過他是鲁元公主的夫婿，於是降為宣平侯。

### 平反之后
刘邦因為曾經為遊俠多年，故赞扬那些仗义的门客，以「鉗奴」身份跟随张王入关中的人都封为郡守或者诸侯國相。直到汉景帝时，他们的子孙们都是二千石俸禄的高官。
张敖于前182年病逝。嫡子张偃因其母为鲁元公主，封鲁元王。张敖两个由姬妾所生的庶子张寿封乐昌侯，张侈封信都侯。
诸吕之乱平定后，鲁元王、乐昌侯、信都侯因和吕后有关系被株連，废除爵位。后来（前179年）汉文帝封鲁元王张偃为南宫侯，延续张氏的香火。

## 女儿孝惠皇后的生母疑问
张敖的妻子为鲁元公主，他的女儿张氏又成为鲁元公主弟弟汉惠帝的皇后，因此引发了对汉惠帝和张皇后舅甥乱伦关系的争议。
但关于鲁元公主是张皇后生母的记载，最早出于东汉时期《汉书》。
成书更早的西汉时期的《史记》仅记载张氏为张敖的女儿。鲁元公主的儿子张偃，在《史记》里则准确记载为鲁元公主的儿子。

## 後裔
- 張酺[4]

## 参見
- 貫高